# سونيك سوبرستاز
سونيك سوبرستارز (بالإنجليزية: Sonic Superstars)‏، هي لعبة فيديو مغامرات، طورت من قبل سونيك تيم و آرزيست، ونشرت بواسطة سيجا، اللعبة صدرت بتاريخ 17 أكتوبر 2023 على منصات إكس بوكس سيرياس إكس وإس وإكس بوكس ون ونينتندو سويتش وبلاي ستيشن 4 وبلاي ستيشن 5 ومايكروسوفت ويندوز. تتضمن اللعبة 4 شخصيات رئيسية وهي القنفذ سونيك، النضناض ناكلز، مايلز "تيلز" براور، وآيمي روز.

## اللعب
سونيك سوبرستارز، هي لعبة منصات ذات تمرير جانبي، أنت كلاعب، تكمل مستويات التمرير الجانبي بينما تستعد لهزيمة دكتور إغمان، وفانغ الصياد. وحدات القوة التي يمكنك الحصول عليها من خلال جمع أحجار الزمرد الفوضوية السبعة وأربعة لاعبين محليين متعددين. أسلوب اللعبة مشابه للعبة القنفذ سونيك الأولى الصادرة على جهاز ميجا درايف أعوام 1990. يتعين عليك إكمال سلسلة من المستويات عبر عدة مناطق مقدمة من زوايا ثنائية الأبعاد ونصف بعد. ستتمكن من فتح شخصية إضافية، من خلال إكمال الحملة الرئيسية مرة واحدة؛ تجمع مجموعة حركاتها بين قفزة إيمي المزدوجة وتسلق ناكلز. 

## الوصلات الخارجية
- الموقع الرسمي
 (بالإنجليزية)